# Kutina
Kutina è una città della Croazia di 24 597 abitanti della regione di Sisak e della Moslavina.

## Località
La città di Kutina è suddivisa in 23 insediamenti (naselja):
- Banova Jaruga
- Batina
- Brinjani
- Čaire
- Gojlo
- Husain
- Ilova
- Jamarica
- Janja Lipa
- Katoličke Čaire
- Kletište
- Krajiška Kutinica
- Kutina
- Kutinica
- Kutinska Slatina
- Međurić
- Mikleuška
- Mišinka
- Repušnica
- Selište
- Stupovača
- Šartovac
- Zbjegovača

Nella città esiste una piccola comunità italiana, originaria di Longarone, ed organizzatasi come Comunità degli Italiani della Moslavina che è stata costituita nell'ottobre 1996 staccandosi quella di Ploštine.